# V-TAB
V-TAB är en svensk tryckerikoncern, vars moderbolag V-TAB AB (organisationsnummer 556617-0451) bildades 2002 under namnet Västsvenskt Tidningstryckeri AB (VTAB). V-TAB ingick fram till 2018 i Stampengruppen .
Företaget har expanderat under 2000-talet, framför allt efter det att Västsvenskt Tidningstryckeri och tre andra företag 2005 köpte Centertidningar och slog samman ett antal tryckerier i ett företag. Därigenom ingick bland andra Västmanlands läns tidning:s VLT Press AB i Västerås i den till V-TAB omdöpta tryckerigruppen. År 2007 köptes NAtryck i Örebro.
V-TAB har (januari 2022) tryckerier för tidskrifter, reklamtryck och skyltar i Falkenberg, Vimmerby och skyltar i Norrahammar. Huvudkontoret ligger i Göteborg.
Företaget hade 2023 en omsättning på drygt 610 miljoner kronor.
I november 2018 meddelade Stampen att företagets två affärsområden, mediehuset Stampen Media och tryckerikoncernen V-TAB, också skulle bli två självständiga företag, varefter moderbolaget skulle avvecklas. Detta motiverades med att tidningarna stod för en krympande del av V-TAB:s omsättning.
Den 27 mars 2024 förklarade Göteborgs tingsrätt företaget i konkurs. Anledningen var pandemin och den s.k tidningsdöden. Efter det letades nya ägare till konkursboet.